# Porzellanfabrik Gebr. Silbermann

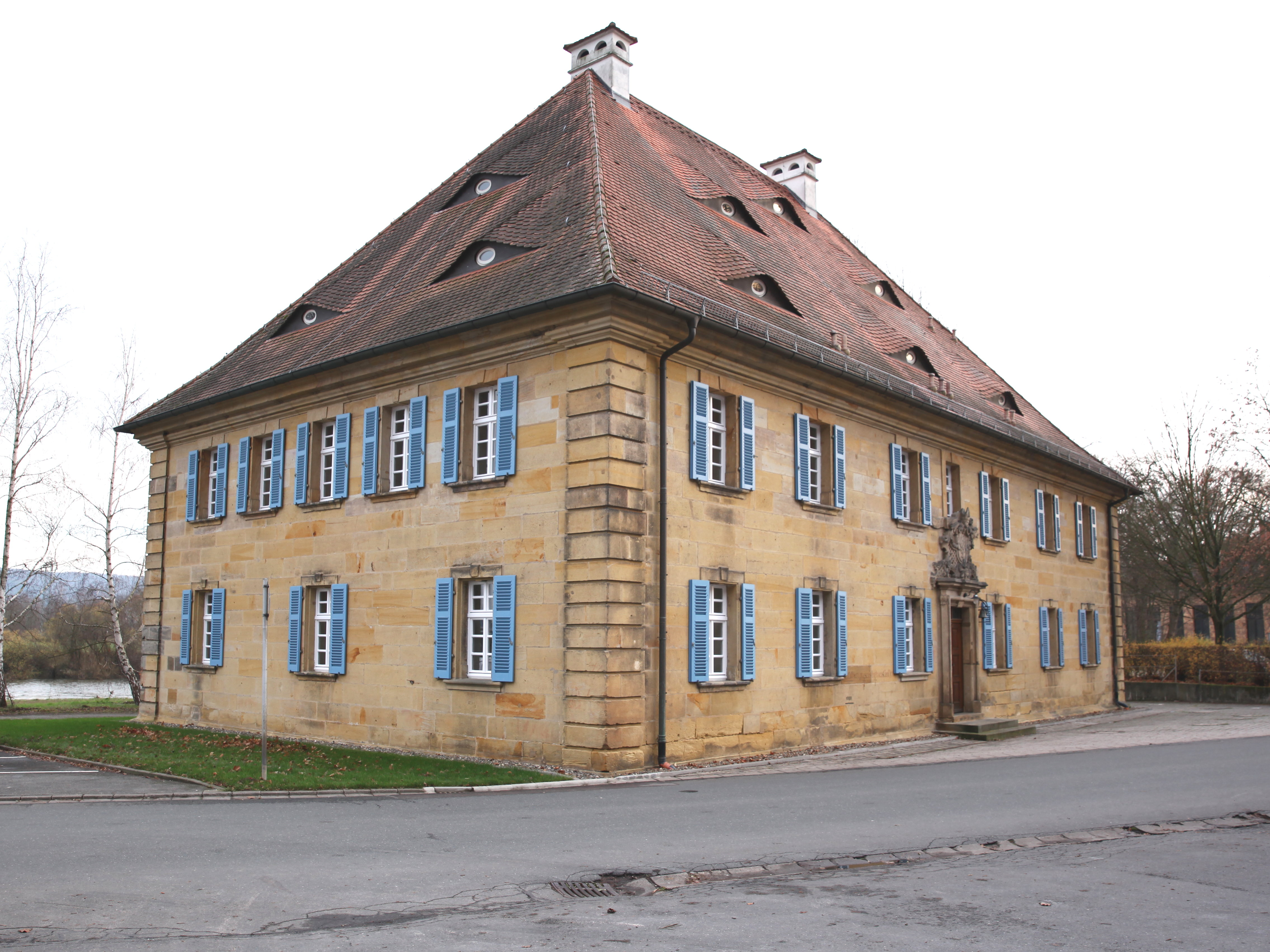
Die ehemalige Mühle des Klosters Banz wurde 1802 Ausgangspunkt der Hausener Porzellanfabrikation

Gebr. Silbermann war der Name einer Anfang des 19. Jahrhunderts gegründeten Porzellanfabrik mit Sitz in Hausen unterhalb des Klosters Banz in Bayern.

## Geschichte

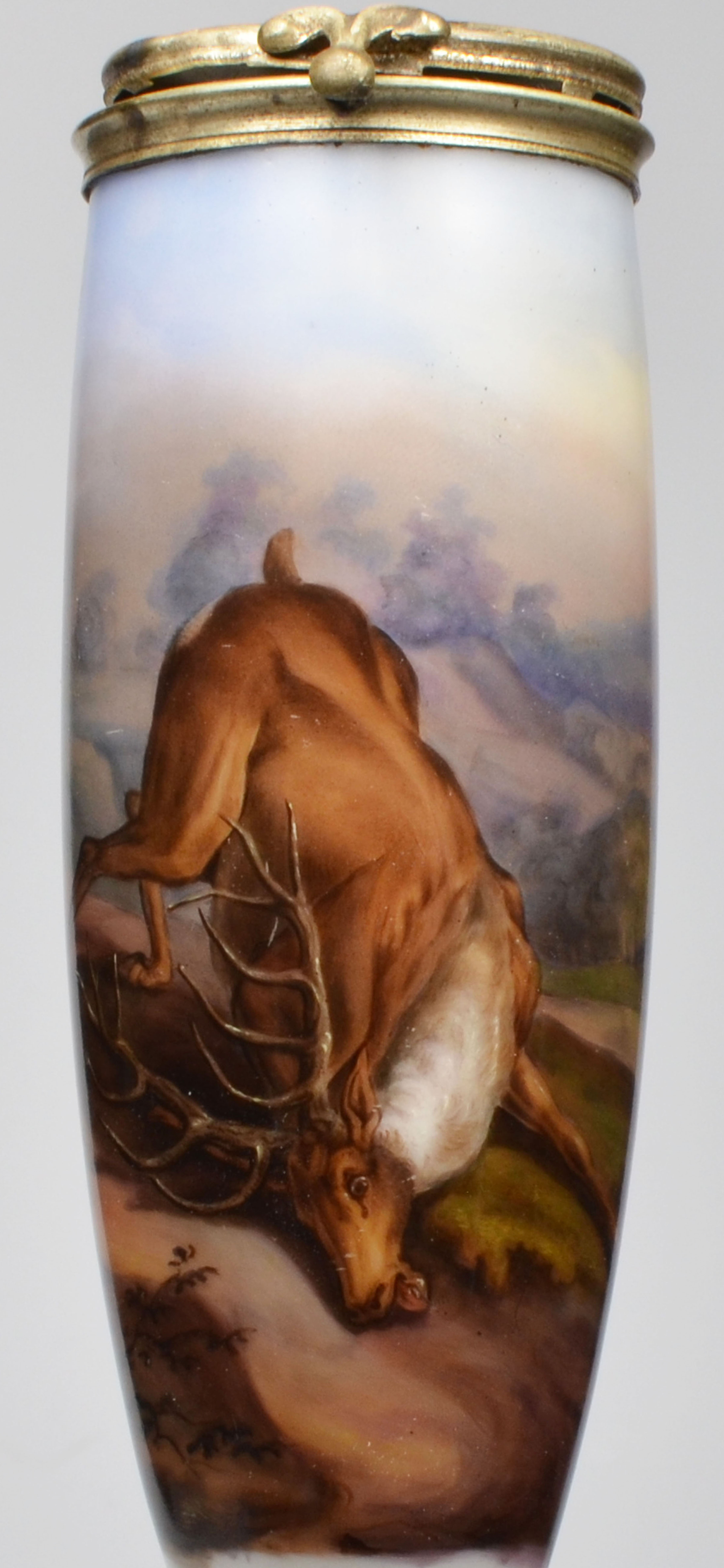
„Gestürzter Hirsch“, Porzellanmalerei nach Johann Elias Ridinger auf einem Silbermannschen Pfeifenkopf

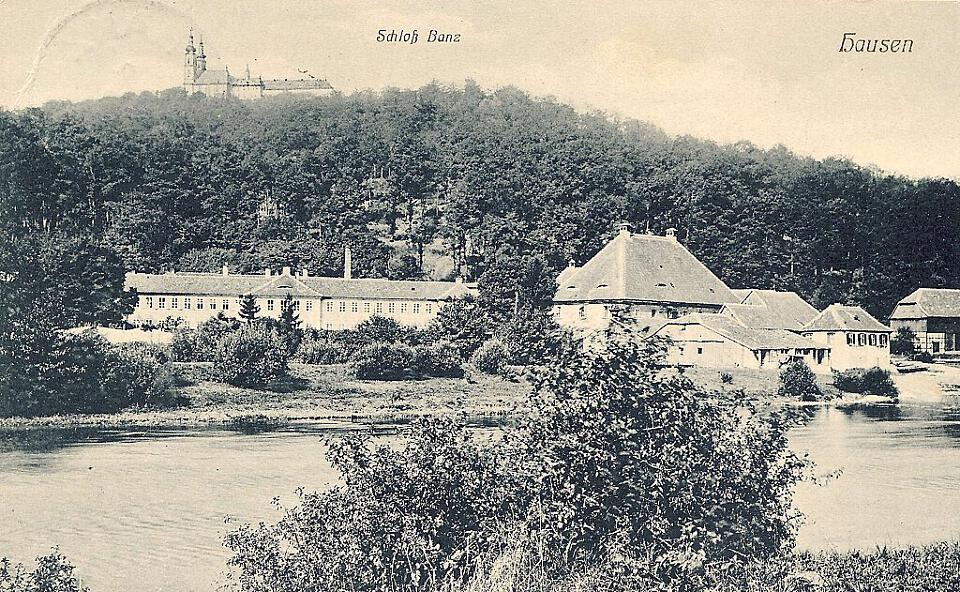
Ansichtskarte mit der Mühle und der Porzellanfabrik am Ufer des Mains unterhalb des Klosters Banz; um 1900

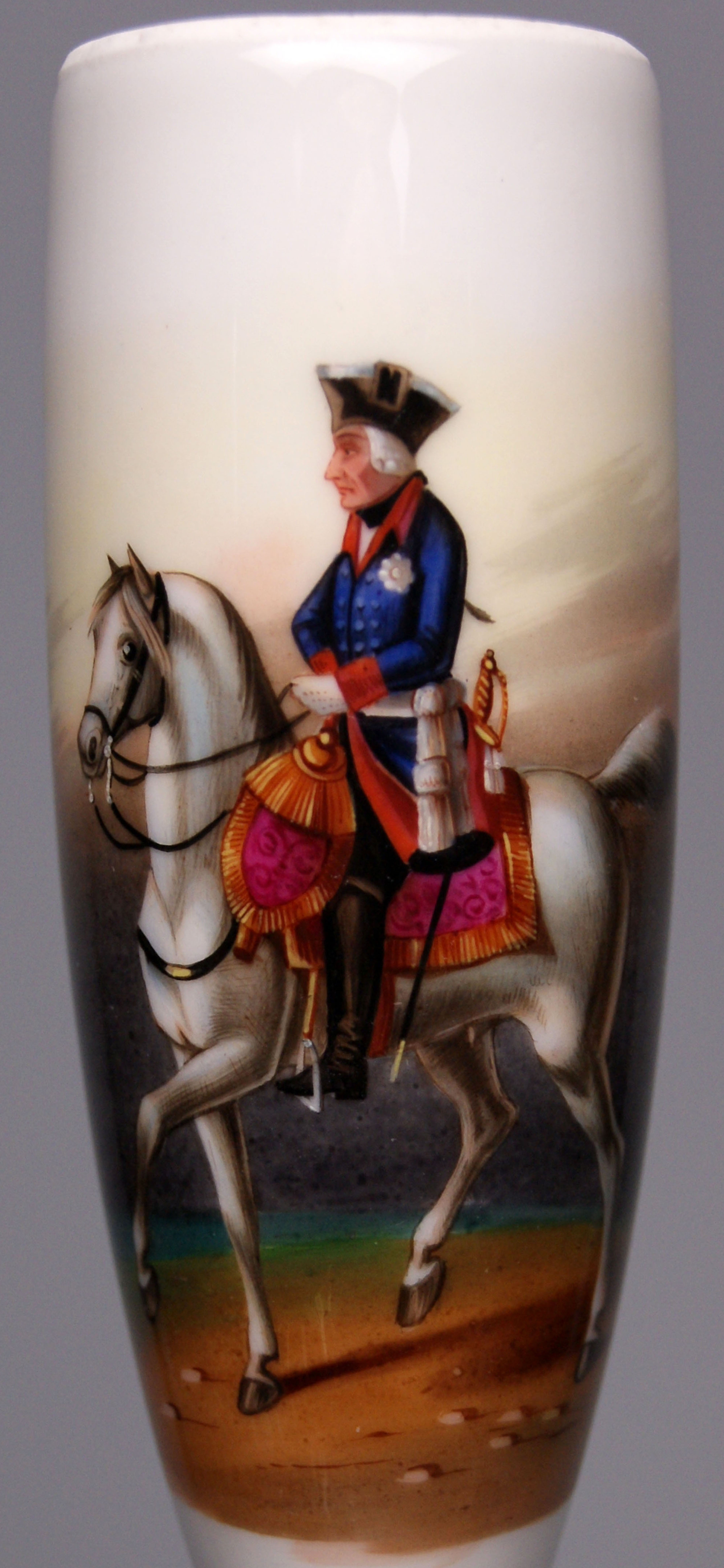
Friedrich der Große nach Vorlage von Daniel Chodowiecki

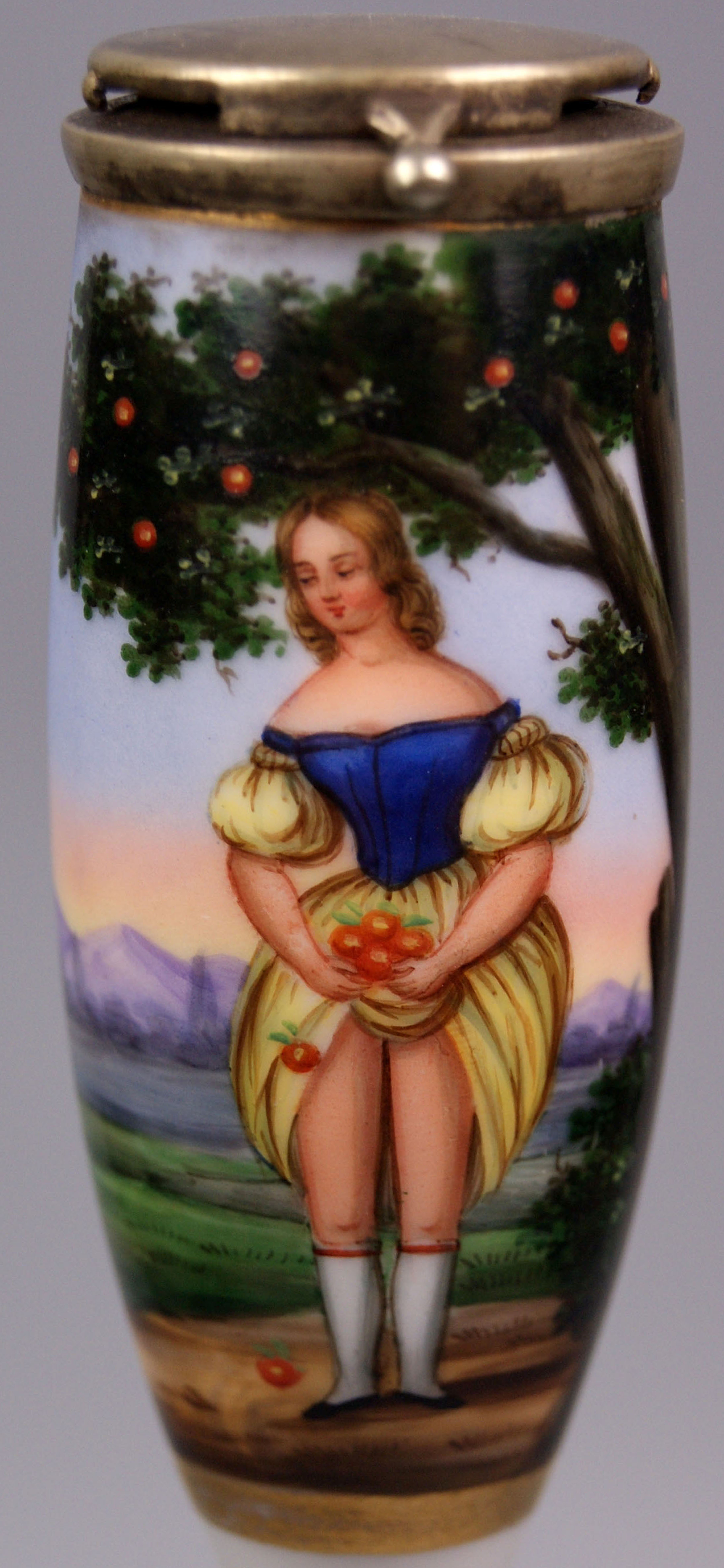
Erotisches Motiv der Apfelpflückerin

Das Unternehmen wurde zur Zeit der Annexion des Bamberger Fürstbistums durch die Kurpfalz-Bayern im Jahr 1802 durch den Lichtenfelser Kaufmann, Spediteur und Fabrikanten Josef Felix Silbermann (1771–1827) gegründet. Es war die erste in der heutigen Region Oberfranken durch Einheimische geführte Porzellanmanufaktur. In dem Hausener Unternehmen arbeiteten 1810 bereits 27 Beschäftigte.
Nach dem Tod des Firmengründers beschäftigten die Gebrüder Silbermann im Jahr 1830 etwa 150 Mitarbeiter, um 1837 rund 200 Arbeiter. In der Hauptsache wurden Türkenkoppchen und Pfeifenköpfe hergestellt. Diese wurden mitunter mit mehrfarbigen Silhouetten etwa für Studenten bemalt oder auch mit zeitgenössischen erotischen Motiven. Andere Pfeifenköpfe reproduzierten Motive von Künstlern wie Johann Elias Ridinger und Daniel Chodowiecki.
Noch zur Zeit des Deutschen Kaiserreichs produzierte die Firma im Jahr 1910 kleinere Gebrauchsgeschirre und „Orientartikel“.
Die mehrfach „königlich“ prämierte Porzellanfabrik Silbermann, die als Hauptzulieferant von Weißware für Veredelungsbetriebe der Porzellanherstellung galt, wurde im Jahr 1938 von dem Porzellanhersteller Kaiser käuflich erworben.